# Johann Karl Ehrenfried Kegel

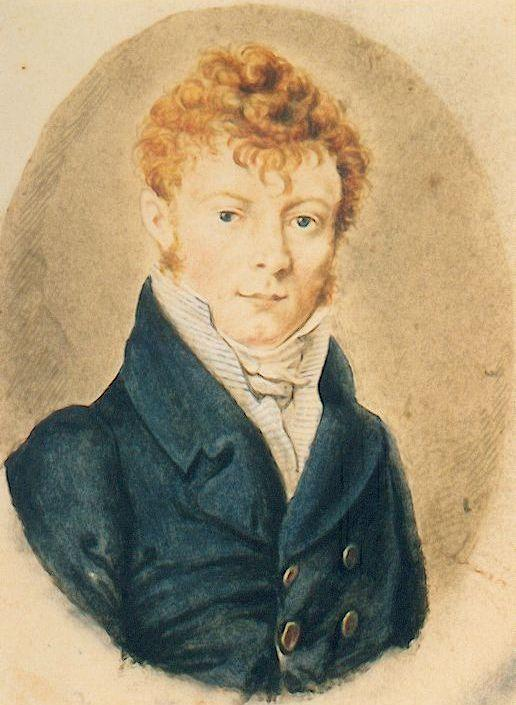
Johann Karl Ehrenfried Kegel

Johann Karl Ehrenfried Kegel (n. 3 octombrie 1784, Friesdorf, Germania – d. 25 iunie 1863, Odessa) a fost un agronom german și cercetător al peninsulei Kamceatka.
Kegel s-a născut în Friesdorf și a studiat în Copenhaga. În iarna anului 1826/27 a plecat la Sankt Petersburg.
În anul 1841 a primit de la regiunea rusească misiunea de a cerceta peninsula Kamceatka  și de a stabili dacă este posibilă practicarea agriculturii și a mineritului. După ce a trecut de Siberia a luat vaporul de la Ohoțk și a naufragiat în Kamceatka.
Din Petropavlovsk a călătorit timp de mai multe luni în interiorul peninsulei cu scopul de a examina solul. El a luat probe de sol în timpul verii cu toate că drumurile erau greu de străbătut în acea perioadă a anului.
În rapoartele lui descrie nu numai flora, fauna și geologia peninsulei, ci și viața poporului din Kamceatka. 
Kegel a descoperit resurse minerale și a constatat că peninsula are potențial dacă ar fi condusă bine. În plus, a făcut propuneri de îmbunătățire a vieții indigene și a criticat exploatarea oamenilor.
A fost urât de către conducerea coruptă a Peninsulei care nu era interesată de prosperitatea Peninsulei ci de prosperitatea proprie prin intermediul afacerilor cu blănuri. Când și-au dat seama că este incoruptibil l-au atacat pe Kegel cu toate mijloacele posibile. În ciuda condițiilor vitrege, Kegel a reușit totuși să-și îndeplinească misiunea și s-a întors – într-o condiție de sănătate nu prea bună - în 1847 la Sankt Petersburg.
Rapoartele sale nu au putut fi făcute publice cât timp a trăit deoarece ar fi însemnat pentru el renunțarea la libertate, sau poate chiar și mai rău. 
Johann Karl Ehrenfried Kegel a murit în anul 1863 în Odesa.